# Alfred Falb
Alfred Johannes Falb (* 21. März 1889 in Berlin; † 14. Mai 1925 ebenda) war ein deutscher Schriftsteller.

## Leben und Wirken
Alfred Falb wurde am 21. März 1889 in Berlin als Sohn des in Österreich geborenen Forschers Rudolf Falb – in der Ostdeutschen Rundschau als Wiener Gelehrten angeführt – geboren und hatte neben seinem Bruder Otto auch noch eine Schwester. Seine Schulausbildung schloss er 1907 mit dem Abitur ab. Danach studierte er Rechtswissenschaft an der Universität Berlin und promovierte später an der Universität Erlangen zum Dr. iur. Falb trat als deutschvölkischer Schriftsteller in Erscheinung, verfasste zum Teil völkisch-antisemitische Propagandaschriften und Lyrik. Zu seinen bekanntesten Werken zählen Den Lebendigen und den Toten (1917), Deutschbewusstsein! Ein Wort an den geist’gen Adel deutschen Blutes. Von des deutschen Volkes Errettung und Wiedergeburt (1920), Luther und die Juden (1921) oder Luther und Marcion gegen das Alte Testament (1924). Falbs Werke wurden größtenteils im antisemitisch ausgerichteten Deutschen Volksverlag veröffentlicht. Seine Propagandaschrift Matrosen! wurde im April 1919 in der Ostdeutschen Rundschau und im Mai 1919 in der Nordmährischen Rundschau abgedruckt. In dieser Zeit hetzte er an der Seite weiterer deutschvölkischer Schriftsteller wie Jürgen von Ramin oder Karl Funk immer wieder mit diversen Beiträgen in Berliner Blättern wie der Deutschen Zeitung oder der Ostdeutschen Rundschau.
Während des Ersten Weltkrieges zog sich Falb eine Kopfverletzung zu, an deren Folgen er am 14. Mai 1925 im Alter von 36 Jahren starb.  In der Ostdeutschen Rundschau wurde seiner – bis zur Einstellung der Zeitung – zu jedem Todestag gedacht.

## Werke (Auswahl)
- 1917: Den Lebendigen und den Toten (Gedicht)
- 1920: Deutschbewusstsein! Ein Wort an den geist’gen Adel deutschen Blutes. Von des deutschen Volkes Errettung und Wiedergeburt
- 1921: Luther und die Juden
- 1924: Luther und Marcion gegen das Alte Testament